# Ваганов Олександр Владленович
Ваганов Олександр Владленович (нар. 3 квітня 1954, м. Лисичанськ) — радянський і російський офіцер-підводник, капітан І рангу (29.09.1990). Герой Росії (2005).

## Життєпис
Народився 3 квітня 1954 року в місті Лисичанську Ворошиловградської (нині — Луганської) області. Росіянин. Закінчив 10 класів, після чого поступив до Чорноморського вищого військово-морського училища імені П. С. Нахімова (закінчив у 1976).
З вересня 1976 року по серпень 1979 — інженер ракетної бойової частини (БЧ-2), з серпня 1979 року по жовтень 1980 — помічник командира атомного підводного човна К-108 Тихоокеанського флоту. Учасник багатьох далеких походів і бойових служб.
Нині проходить службу цивільним фахівцем Міністерства оборони Російської Федерації у військовій частині 45707

## Нагороди
Указом Президента Російської Федерації від 16 квітня 2005 року «за мужність і відвагу, проявлені при виконанні військового обов'язку», капітану 1-го рангу Ваганову Олександру Владленовичу присвоєно звання Героя Російської Федерації з врученням знаку особливої відзнаки — медалі «Золота Зірка» (№ 849).